# 美國衛生系統藥師協會
美國衛生系統藥劑師協會（英語：American Society of Health-System Pharmacists；簡稱ASHP）是一個專業組織，該組織代表在醫院、健康系統、門診診所和其他醫療機構中擔任藥劑師的職工。該組織擁有近58,000名成員，包括藥劑師、實習藥劑師和藥劑師技術人員。ASHP同時維護著一個有關美國藥品短缺的資料庫。